# Kolonica
Kolonica es un municipio del distrito de Snina en la región de Prešov, Eslovaquia, con una población estimada a final del año 2024 de 526 habitantes.
Se encuentra ubicado al este de la región, en el valle del río Cirocha (cuenca hidrográfica del río Tisza) y cerca de la frontera con Ucrania y Polonia.

## Demografía
| Año        | 1994 | 2004    | 2014    | 2024     |
| ---------- | ---- | ------- | ------- | -------- |
| Población  | 596  | 593     | 585     | 526      |
| Diferencia |      | −0,50 % | −1,34 % | −10,08 % |

| Año        | 2023 | 2024    |
| ---------- | ---- | ------- |
| Población  | 515  | 526     |
| Diferencia |      | +2,13 % |